# 彭昱暢
彭昱畅（1994年10月25日—），生于江西省新余市，中國男演员。他的银幕处女作是2015年网剧《太子妃升职记》，随后，他凭借在电影《大象席地而坐》（2018年）中的演出获得了金马奖最佳男主角的提名。2019年8月，首次入选2019年福布斯中国名人榜并位列第57名。

## 生平
2015年，彭昱畅出演网剧《太子妃升职记》正式进入演艺圈并受到大众关注。2012年就读于上海戏剧学院。2016年，彭昱畅毕业于上海戏剧学院木偶表演专业。2017年，出演校园励志片《闪光少女》并凭借此片提名第20届上海电影节亚洲新人奖最佳男演员奖；同年，参加浙江卫视《演员的诞生》，最終止步15強。2018年4月，作为固定成员参加湖南卫视的综艺节目《向往的生活》第二季；同年8月，主演的电影《快把我哥带走》上映，累計票房3.75億；同年10月，凭借电影《大象席地而坐》提名第55届金马奖最佳男主角。2019年8月，入選富比士中國名人榜；10月，入選入选2019富比士中國30歲以下精英榜   。

## 影视作品

### 电影
| 年份   | 名称               | 角色                  | 備註               |
| ------ | ------------------ | --------------------- | ------------------ |
| 2017   | 《闪光少女》       | 李由（油渣）          |                    |
| 2018   | 《大象席地而坐》   | 韦布                  |                    |
| 2018   | 《快把我哥带走》   | 时分/苗時分           |                    |
| 2018   | 《蜘蛛人：新宇宙》 | 蜘蛛人／邁爾斯·摩拉斯 | 中國大陸版声音出演 |
| 2019   | 《千与千寻》       | 无脸男                | 中國大陸版声音出演 |
| 2019   | 《回到过去拥抱你》 | 张子扬                |                    |
| 2019   | 《小小的愿望》     | 高远                  |                    |
| 2019   | 《我和我的祖国》   | 遊行青年              | 單元-相遇          |
| 2020   | 《夺冠》           | 青年陳忠和            |                    |
| 2020   | 《我和我的家乡》   | 少年黄大宝            | 單元-天上掉下个UFO |
| 2020   | 《一点就到家》     | 彭秀兵                |                    |
| 2020   | 《沐浴之王》       | 肖翔                  |                    |
| 2021年 | 《革命者》         | 张学良                |                    |
| 2021年 | 《燃野少年的天空》 | 老狗                  |                    |
| 2021年 | 《我和我的父辈》   | 助手                  | 單元-诗            |
| 2024年 | 《我们一起摇太阳》 | 吕途                  |                    |
| 2024年 | 《云边有个小卖部》 | 刘十三                |                    |
| 2024年 | 《绑架游戏》       | 陆飞                  |                    |
| 2025年 | 《天堂旅行团》     | 宋一鲤                |                    |
| 2025年 | 《酱园弄·悬案》    | 戏院蔡经理            |                    |
| 待上映 | 《天才游戏》       |                       |                    |
| 待上映 | 《野象小姐》       |                       |                    |
| 待上映 | 《匿杀》           |                       |                    |
| 待上映 | 《点到为止》       |                       |                    |
| 待上映 | 《计划有变》       |                       |                    |
| 待上映 | 《得闲谨制》       |                       |                    |
| 待上映 | 《陌生家庭》       | 钟不凡                |                    |

### 电视剧
| 年份   | 名称                       | 角色   | 备注         |
| ------ | -------------------------- | ------ | ------------ |
| 2015年 | 《太子妃升职记》           | 强公公 | 网络剧       |
| 2016年 | 《深井食堂》               | 小黄   | 网络剧       |
| 2016年 | 《刺客列傳第一季》         | 孟章   | 网络剧       |
| 2016年 | 《器灵第一季》             | 莫明   | 网络剧       |
| 2016年 | 《明星志愿》               | 路风   | 网络剧       |
| 2017年 | 《浪花一朵朵》             | 明天   |              |
| 2017年 | 《器灵第二季》             | 莫明   | 网络剧       |
| 2017年 | 《刺客列傳第二季》         | 孟章   | 网络剧       |
| 2019年 | 《都挺好》                 | 小蒙   | 特別出演     |
| 2019年 | 《未来的秘密》             | 張碩   | 网络剧，客串 |
| 2019年 | 《奋斗吧，少年！》         | 路夏   |              |
| 2020年 | 《風犬少年的天空》         | 老狗   | 网络剧       |
| 2022年 | 《女士的法则》             | 宋修   |              |
| 2023年 | 《異人之下》               | 张楚岚 | 网络剧       |
| 2025年 | 《异人之下之决战！碧游村》 | 张楚岚 | 网络剧       |
| 待播   | 《年少有为》               | 裴谦   | 网络剧       |
| 待播   | 《万古最强宗》             | 君常笑 | 网络剧       |

### 综艺节目
| 日期   | 日期                  | 名称                  | 平台             | 备注 |
| ------ | --------------------- | --------------------- | ---------------- | --- |
| 2016年 | 1月1日                | 天天向上              | 湖南卫视         | 天天小兄弟 |
| 2016年 | 1月8日                | 天天向上              | 湖南卫视         | 天天小兄弟 |
| 2016年 | 1月15日               | 天天向上              | 湖南卫视         | 天天小兄弟 |
| 2016年 | 2月19日               | 大牌对王牌            | 爱奇艺           | 《太子妃升职记》剧组                                                                                            |
| 2016年 | 3月4日                | 天天向上              | 湖南卫视         | 天天小兄弟 |
| 2017年 | 7月4日                | 国片大首映            | CCTV-6           | 《闪光少女》剧组                                                                                                |
| 2017年 | 7月7日                | 七十二层奇楼          | 湖南卫视         | 扮演假白龍馬的角色                                                                                              |
| 2017年 | 7月20日               | 饭局狼人杀            | 腾讯视频         | |
| 2017年 | 8月30日               | 无与伦比的发布会      | 爱奇艺           | 同期嘉宾：王一博、张铭恩、黄圣池                                                                                |
| 2017年 | 12月2日               | 演员的诞生            | 浙江卫视         | 与陈龙、李泽峰合作表演《解救吾先生》片段、与导师陶虹限时表演《末代皇后》片段                                    |
| 2017年 | 12月16日              | 演员的诞生            | 浙江卫视         | 与周一围、凌潇肃、柳岩合作表演《投名状》片段                                                                    |
| 2018年 | 1月16日               | 演员的诞生            | 浙江卫视         | 与史可、张雪迎合作表演《滚蛋吧肿瘤君》片段                                                                      |
| 2018年 | 2月2日                | 王牌对王牌            | 浙江卫视         | 對決 圍觀真假美猴王                                                                                             |
| 2018年 | 2月23日               | 王牌对王牌            | 浙江卫视         | 合作表演《奋斗》片段                                                                                            |
| 2018年 | 3月17日               | 快乐大本营            | 湖南卫视         | 主题：爱我别走 同期嘉宾：张雪迎、邢昭林、张新成、赵天宇、张碧晨、毛不易、纪凌尘、于文文                         |
| 2018年 | 4月13日－7月6日       | 向往的生活第二季      | 湖南卫视         | 固定嘉宾 合作艺人：何炅、黄磊、刘宪华等                                                                         |
| 2018年 | 4月22日－6月24日      | 三宝大战诸葛亮        | 芒果TV           | 固定嘉宾 合作艺人：張大大、杜海涛、池子等                                                                       |
| 2018年 | 4月29日               | 快乐大本营            | 湖南卫视         | 主题：青春嗨一趴 同期嘉宾：沈月、陈飞宇、胡先煦、于文文、张赫、宋威龙、周洁琼                                   |
| 2018年 | 5月12日               | 快乐大本营            | 湖南卫视         | 主题：嚮往的生活 同期嘉宾：黃磊、劉憲華、黃宗澤、吳卓羲                                                         |
| 2018年 | 6月23日               | 高能少年团第二季      | 浙江卫视         | 同期嘉宾：陈立农、张大大、蒋梦婕、张子枫                                                                        |
| 2018年 | 6月30日               | 快乐大本营            | 湖南卫视         | 主题：马栏山男子图鉴 同期嘉宾：翟天临、胡一天、朱桢、郭京飞、张亮                                               |
| 2018年 | 8月11日               | 快乐大本营            | 湖南卫视         | 主题：我的小小世界 同期嘉宾：陈学冬、武艺、梁靖康、吴希泽、官鸿、王鹤棣                                         |
| 2018年 | 8月12日               | 天天向上              | 湖南卫视         | 主题：新老朋友惊喜相聚“十周年” 同期嘉宾：王鹤棣、官鸿、吴希泽、王一博、俞灏明、关晓彤、金晨、张子枫、凤凰传奇等 |
| 2018年 | 12月22日              | 快乐大本营            | 湖南卫视         | 主题：白衣少年 同期嘉宾：许魏洲、Mike、侯明昊、盛一伦                                                           |
| 2019年 | 1月25日               | 味里故鄉              | 酷燃視頻         | 彭昱暢江西篇：少年瓷都創味                                                                                      |
| 2019年 | 2月1日                | 味里故鄉              | 酷燃視頻         | 彭昱暢江西篇：喝湯唆粉看日出                                                                                    |
| 2019年 | 3月9日                | 快樂大本營            | 湖南卫视         | 主題：旗開得勝 同期嘉賓：陳立農、王彥霖、楊超越、許凱、張新成、伍嘉成                                           |
| 2019年 | 4月6日                | 快乐大本营            | 湖南卫视         | 主题：歲月讓我如此美麗 同期嘉宾：沙溢、閆妮、胡可、楊迪                                                         |
| 2019年 | 4月25日-7月19日       | 向往的生活第三季      | 湖南卫视         | 固定嘉宾 合作艺人：何炅、黃磊、張子楓                                                                           |
| 2019年 | 5月8日                | 拜託了冰箱第五季      | 腾讯视频         | 同期嘉宾：沈月                                                                                                  |
| 2019年 | 5月15日               | 拜託了冰箱第五季      | 腾讯视频         | 同期嘉宾：沈月                                                                                                  |
| 2019年 | 6月29日               | 快乐大本营            | 湖南卫视         | 主题：大冒險家 同期嘉宾：張藝興、李榮浩、董力、謝彬彬、張逸杰                                                   |
| 2019年 | 8月27日               | 神奇的漢字            | 湖南卫视         | 擔任藍隊隊長 |
| 2019年 | 8月28日               | 神奇的漢字            | 湖南卫视         | 擔任藍隊隊長 |
| 2019年 | 8月29日               | 神奇的漢字            | 湖南卫视         | 擔任藍隊隊長 |
| 2019年 | 9月1日                | 神奇的漢字            | 湖南卫视         | 擔任藍隊隊長 |
| 2019年 | 9月2日                | 甜蜜的任務            | 芒果TV           | 主题：彭昱畅自曝为《向往4》做准备 最初梦想不是当演员                                                            |
| 2019年 | 9月21日               | 快乐大本营            | 湖南卫视         | 主题：贊贊我的國：我們都是追夢人 同期嘉宾：杜江、陳飛宇、韓東君                                                 |
| 2019年 | 10月4日               | 做家务的男人          | 愛奇藝           | 主题：魏大勋彭昱畅王大陆兄弟比惨 袁弘老刘厨艺PK 同期嘉宾：王大陸、王思文、程璐、傅首爾、田羽生、池子、大廣      |
| 2019年 | 10月5日-12月7日       | 舞蹈風暴              | 湖南卫视         | 固定嘉賓 合作藝人：何炅、揚揚、沈偉、沈培藝、劉憲華                                                             |
| 2019年 | 10月24日              | 中國態度              | 腾讯视频         | 良渚古城篇 |
| 2019年 | 10月27日              | 天天向上              | 湖南卫视         | 主题：楊迪媽媽爆笑挑戰VR遊戲 天天兄弟上演劇本殺 Day Day Up 同期嘉宾：陳都靈、楊迪、沈夢辰                       |
| 2019年 | 10月29日-11月26日     | 口红王子第2季         | 腾讯视频         | 固定嘉宾 合作艺人：費啟鳴、秦奮、戴景耀、邁克·D·安吉洛（Mike）、畢雯珺、范世錡、王佑碩                          |
| 2019年 | 11月11日              | 出發吧！從T-HOUSE開始 | 愛奇藝           | 主题：彭昱暢曝圈內真實現況                                                                                      |
| 2019年 | 12月7日               | 快乐大本营            | 湖南卫视         | 主题：王晨藝攜“舞蹈風暴”震撼來襲 陳柏霖張天愛甜蜜霸屏 Happy Camp 同期嘉宾：刘宪华、張天愛、陳柏霖、王晨藝       |
| 2019年 | 12月14日              | 直通春晚              | 腾讯视频         | 合作藝人：張晨光、柳岩、郑爽、秦岚                                                                              |
| 2019年 | 12月16日              | 出發吧！從T-HOUSE開始 | 愛奇藝           | 主題：彭昱暢被名字“刁難”                                                                                        |
| 2020年 | 5月2日                | 快乐大本营            | 湖南卫视         | 主题：張杰助陣MV考古大賞 楊迪彭昱暢黃明昊爆笑神復刻 同期嘉宾：张杰 (中国大陆歌手)、杨迪、黄明昊、林允           |
| 2020年 | 5月8日-7月24日        | 向往的生活第四季      | 湖南卫视         | 固定嘉宾 合作艺人：何炅、黄磊、张子枫                                                                           |
| 2020年 | 5月16日               | 快乐大本营            | 湖南卫视         | 主题：林彥俊蔣夢婕同桌默契下線 彭昱暢吳謹言夢回青春校園 同期嘉宾：林彦俊、蒋梦婕、吴谨言、谢彬彬、郭俊辰        |
| 2020年 | 6月20日               | 快乐大本营            | 湖南卫视         | 主题：王源留學回國綜藝首秀自嘲體寒 尤長靖彭昱暢再現畢業狂歡派對 同期嘉宾：王源、尤长靖、张婧仪、梁靖康、张宥浩  |
| 2021年 | 4月23日-7月23日       | 向往的生活第5季       | 湖南卫视         | 固定嘉宾 合作艺人：何炅、黄磊、张子枫、张艺兴                                                                   |
| 2021年 | 5月9日                | 恰好是少年            | 騰訊视頻         | 主題：最美的風景 值得等待 同期嘉賓：尹昉                                                                        |
| 2021年 | 11月15日-2022年1月9日 | 哈哈哈哈哈第二季      | 騰訊视頻、愛奇藝 | 固定嘉宾 合作艺人：鄧超、陳赫、鹿唅、郭京飛、王勉                                                               |
| 2022年 | 7月14日-7月21日       | 密室大逃脫（第四季）  | 芒果TV           | 實景密室逃脫節目嘉賓                                                                                            |
| 2022年 | 7月28日-8月4日        | 密室大逃脫（第四季）  | 芒果TV           | 實景密室逃脫節目嘉賓                                                                                            |
| 2022年 | 8月25日-9月8日        | 密室大逃脫（第四季）  | 芒果TV           | 實景密室逃脫節目嘉賓                                                                                            |
| 2023年 | 4月29日-8月5日        | 向往的生活第6季       | 湖南卫视         | 固定嘉宾 合作艺人：何炅、黄磊、张子枫、张艺兴                                                                   |
| 2023年 | 6月28日               | 是很熟的味道呀        | 騰訊視頻         | 同期嘉賓：杜淳、何昶希、王灿                                                                                    |
| 2023年 | 7月2日                | 你好星期六            | 湖南卫视         | 主題：花少團VS嚮往團露營好物推薦大賽 李斯丹妮彭昱暢秒變隊長！ 同期嘉賓：李斯丹妮、韩东君、何昶希、张艺凡        |
| 2023年 | 7月5日                | 是很熟的味道呀        | 騰訊視頻         | 同期嘉賓：杜淳、何昶希、王灿                                                                                    |
| 2023年 | 7月12日-7月19日       | 密室大逃脫（第五季）  | 芒果TV           | 實景密室逃脫節目嘉賓                                                                                            |
| 2023年 | 7月26日-8月2日        | 密室大逃脫（第五季）  | 芒果TV           | 實景密室逃脫節目嘉賓                                                                                            |
| 2024年 | 3月6日-3月7日         | 大偵探（第9季）       | 芒果TV           | 教育推理節目嘉賓                                                                                                |

## 音樂作品

### 專輯
| 發行日期       | 專輯名稱   | 備註   |
| -------------- | ---------- | ------ |
| 2016年10月21日 | 《你一定》 | 写真EP |

### 影視單曲
|      | 發行日期 | 歌曲名稱           | 備註                     |
| ---- | -------- | ------------------ | ------------------------ |
| 2017 | 6月2日   | Show Me！          | 《闪光少女》推廣曲       |
| 2017 | 7月17日  | 十七岁的时光不说谎 | 《闪光少女》推廣曲       |
| 2017 | 8月18日  | 英雄               | 《刺客列传2》推广曲      |
| 2017 | 12月28日 | 爱刚刚好           | 《器靈2》插曲            |
| 2018 | 6月22日  | 正少年             | 《奋斗吧，少年！》片頭曲 |
| 2018 | 8月17日  | 快把我带走         | 《快把我哥带走》推广曲   |
| 2019 | 9月3日   | 最後不會有悲傷     | 《小小的愿望》宣傳曲     |
| 2019 | 9月11日  | 友情以上           | 《友情以上》推广曲       |

## 奖项
| 年份   | 颁奖典礼                  | 奖项               | 作品               | 结果 |
| ------ | ------------------------- | ------------------ | ------------------ | ---- |
| 2017年 | 第20届上海国际电影节      | 亚洲新人奖         | 《闪光少女》       | 提名 |
| 2017年 | 第20届上海国际电影节      | 最佳男主角         | 《闪光少女》       | 提名 |
| 2017年 | 第12届华语青年影像论坛    | 新锐男演员奖       | 《闪光少女》       | 提名 |
| 2017年 | 2017亚洲新歌榜            | 最佳影视跨界新人   |                    | 獲獎 |
| 2017年 | 2017微博电视影响力盛典    | 新锐艺人           |                    | 獲獎 |
| 2017年 | 2017微博电影之夜          | 最受期待新生力量   | 《闪光少女》       | 獲獎 |
| 2018年 | 第25届北京大学生电影节    | 最佳新人奖         | 《闪光少女》       | 提名 |
| 2018年 | 第55届金马奖              | 最佳男主角         | 《大象席地而坐》   | 提名 |
| 2018年 | 放肆一下‧移动视频风云盛典 | 影视风尚人物       |                    | 獲獎 |
| 2018年 | 2019爱奇艺尖叫之夜        | 螢幕突破艺人       |                    | 獲獎 |
| 2019年 | 第26届北京大学生电影节    | 最佳新人奖         | 《快把我哥帶走》   | 提名 |
| 2020   | 2021愛奇藝尖叫之夜        | 年度螢幕影響力演員 |                    | 獲獎 |
| 2024   | 第37屆中國電影金雞獎      | 最佳男主角         | 《我们一起摇太阳》 | 提名 |